# Châu chấu Chapulines
Châu chấu Chapulines (Danh pháp khoa học: Sphenarium purpurascens) Là một loài châu chấu thuộc chi Sphenarium và được dùng làm thức ăn rộng rãi trên toàn miền Nam Mexico.

## Đặc sản
Châu chấu ở đây thường được rang với tỏi, nước cốt chanh, muối hoặc với bột ớt khô. Loài châu chấu được xác định chứa đến 70% protein. Thịt châu chấu sữa béo ngậy, có mùi vị bùi bùi nửa giống dế mèn chiên giòn, nửa giống tép rang. Rang khô với lá chanh và sả, mêm ít nước mắm cho đến khi vàng ươm. Vị châu chấu rang bùi, thơm, giòn phong phú nguồn dinh dưỡng và thu nhập cao từ việc bán châu chấu.
Việc thu hoạch châu chấu làm thực phẩm là một biện pháp hữu hiệu để thay thế việc phun thuốc trừ sâu trên các cánh đồng. Điều này không chỉ loại bỏ được những nguy hiểm đến môi trường do thuốc trừ sâu gây ra mà còn cung cấp cho người dân địa phương.